# Municipio de Denmark (condado de Lee)
El municipio de Denmark (en inglés: Denmark Township) es un municipio ubicado en el condado de Lee en el estado estadounidense de Iowa. En el año 2010 tenía una población de 804 habitantes y una densidad poblacional de 15,03 personas por km².

## Geografía
El municipio de Denmark se encuentra ubicado en las coordenadas 40°45′39″N 91°18′34″O / 40.76083, -91.30944. Según la Oficina del Censo de los Estados Unidos, el municipio tiene una superficie total de 53.48 km², de la cual 52,84 km² corresponden a tierra firme y (1,2 %) 0,64 km² es agua.

## Demografía
Según el censo de 2010, había 804 personas residiendo en el municipio de Denmark. La densidad de población era de 15,03 hab./km². De los 804 habitantes, el municipio de Denmark estaba compuesto por el 99,13 % blancos, el 0,12 % eran amerindios, el 0,62 % eran asiáticos y el 0,12 % eran de una mezcla de razas. Del total de la población el 1 % eran hispanos o latinos de cualquier raza.